# Cusack Park (Mullingar)
Cusack Park è uno stadio irlandese, della Gaelic Athletic Association, situato a Mullingar, nella contea di Westmeath. Ospita le partite delle franchige della contea sia di calcio gaelico che di hurling e prende il proprio nome da Michael Cusack, fondatore dell'associazione degli sport gaelici, la GAA appunto. L'impianto prevede una capienza di 15000 posti, per lo più coperti. Fu aperto nel 1933.